# مارك فوستر (لاعب غولف)
مارك فوستر (بالإنجليزية: Mark Foster)‏ هو لاعب غولف بريطاني، ولد في 1 أغسطس 1975 في وركشوب ‏ في المملكة المتحدة.

## وصلات خارجية
- مارك فوستر على موقع رابطة أوروبا للاعبي الغولف المحترفين (الإنجليزية)
- مارك فوستر على موقع التصنيف العالمي الرسمي للغولف (الإنجليزية)